# Конотопов Юхим Матвійович
Юхим Матвійович Конотопов (1879, Російська імперія — ?) — радянський діяч. Член ВЦВК. Член Центральної контрольної комісії ВКП(б) у 1925—1927 роках. 

## Життєпис
Працював робітником на лісопильних заводах міста Архангельська.
У 1918 році за революційну діяльність перебував під наглядом поліції Північної області.
Член РКП(б) з 1919 року.
До 1920 року — робітник-деревообробник Архангельського лісопильного заводу № 25. У 1920—1927 роках — робітник-обрізувач Архангельського лісопильного заводу № 25.
Подальша доля невідома.